# Орел (езеро)
Орѐл (на руски: Орель) е голямо сладководно езеро в Азиатската част на Русия, Хабаровски край.
С площ от 314 km² е 4-то по големина езеро в Хабаровския край и 40-о по пплощ в Русия.
Езерото Орел е разположено в северната част на Долно-Амурската низина, на 20 km северно от левия бряг на река Амур. Котловината, в която се намира е с тектонски произход. Има бъбрековидна форма с дължина от север на юг 30 km и ширина до 12,5 km, средна дълбочина 1,6 m, максимална – 3,8 m, обем около 0,5 km3. Лимнологически езерото е слабо изучено.
Водосборният басейн на езерото Орел е 4990 km2. Основното количество речна вода постъпва чрез реките Джапи и Бекчи, вливащи се в него от север. От югоизточния му ъгъл започва протока Палвински, чрез който езерото се оттича и свързва с река Амур. В протока достигат приливните вълни от Охотско море, които се изкачват нагоре по Амур.
Водният режим на езерото зависи от режима на вливащите се в него реки, а също и от режима на Амур. При високи води на Амур по протока Палвински навлизат речни води и нивото на езерото се повишава до 2 m. Прозрачността на модата е малка 0,4 – 0,8 m. Ниските заблатени южни и североизточни брегове на езерото са обрасли с тръстика, камъш и други водни растения. Богато на риба. На югоизточния му бряг е разположено село Орел-Чля, единственото населено място по бреговете му.
Езерото е открито през ноември 1851 г. от Дмитрий Орлов, участник в Руската правителствена експедиция възглавявана от морския капитан Генадий Невелски. През 1860 г. немският ботаник на руска служба Фьодор Шмид извършва първото му физикогеографско изследване, а през 1866 г. руският военен топограф Алексей Будишчев извършва първото топографско картиране на бреговете му и реките, вливащи се в него.

## Топографски карти
- Лист от карта N-54.